# Alyssum subbaicalicum
Alyssum subbaicalicum är en korsblommig växtart som beskrevs av Erasmus Iuliu Nyárády. Alyssum subbaicalicum ingår i släktet stenörter, och familjen korsblommiga växter. Inga underarter finns listade i Catalogue of Life.